# 八屋祇園

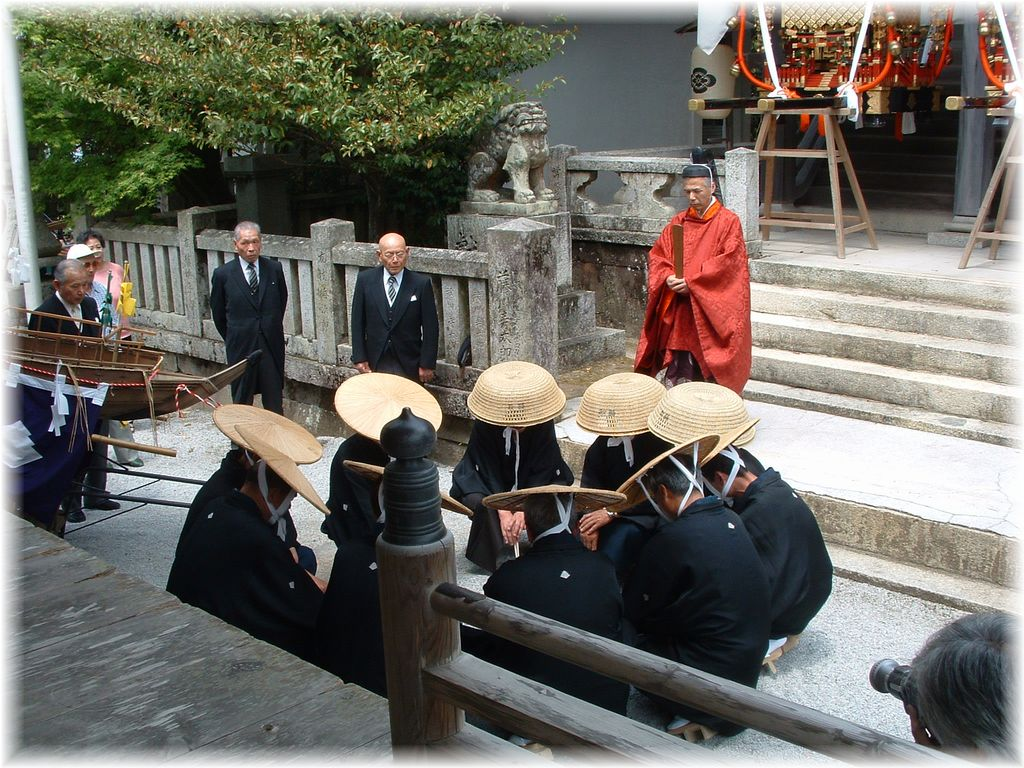
舟歌組「天狗そろい奉納」

八屋祇園（はちやぎおん）は、福岡県豊前市八屋地区で、毎年4月29日から5月1日（30日と1日のみ雨天順延あり）まで大富神社の春季神幸祭として開催される祭事である。

## 概要
八屋祇園とは通称であり、正式には大富神社春季神幸祭（おおとみじんじゃしゅんきじんこうさい）の中の一地区（八屋町地区）の山車全体（全3種7基）を指す名称であるが、現在では八屋祇園の名で一般的に呼ばれている。なお、この神幸祭は旧4町村に跨り築上郡一帯でも最大級の祭りであり、山田の感応楽も隔年で奉納される。この感応楽は「国選択記録指定文化財」であり、この祭礼の中ではもっとも格が高いとされる。
かつては旧暦5月晦日と6月朔日におこなわれていた。「古ぎおん」とも呼ばれていた。明治期に現在の日時に変更になった。また「祭日」を頑なに守り、土日開催を拒んでいることも今日の「祭り」をめぐる厳しい状況の中では特筆される。

## 歴史
この大富神社春季神幸祭の起源は、天平12年（西暦740年）藤原四兄弟の1人、藤原広嗣が北九州に大乱を起こした際、鎮圧軍の武将・紀宇麻呂（きのうまろ）が大富神社に戦勝祈願をして出陣したところ、見事肥前（長崎県）の松浦で広嗣の首を挙げることができたので、戦勝報告とお礼を兼ねて大富神社より住吉（旧八尋浜）まで凱旋行列を行い、この地に御輿の仮安置所を建立したのが初めとされ、神幸行列はそれを模したものとされる。
この神幸行列が八屋（御輿の仮安置所）へ来られることを「お下り」と呼び、八屋地区では各々の山車を連ねてお迎えし「お旅所」へ従う。お旅所は別名「神幸場」や「神事場」とも呼ばれる。
翌日には「お旅所」において「献饌祭」「岩戸神楽奉納」（隔年）「お田植祭」「ちの輪神事」などのお立ちの神事の後、「お上り」として神幸行列は大富神社へ帰る。八屋祇園はその後、各地区ごとに帰途に就くが盛大に盛り上がりを見せる。

## 形態

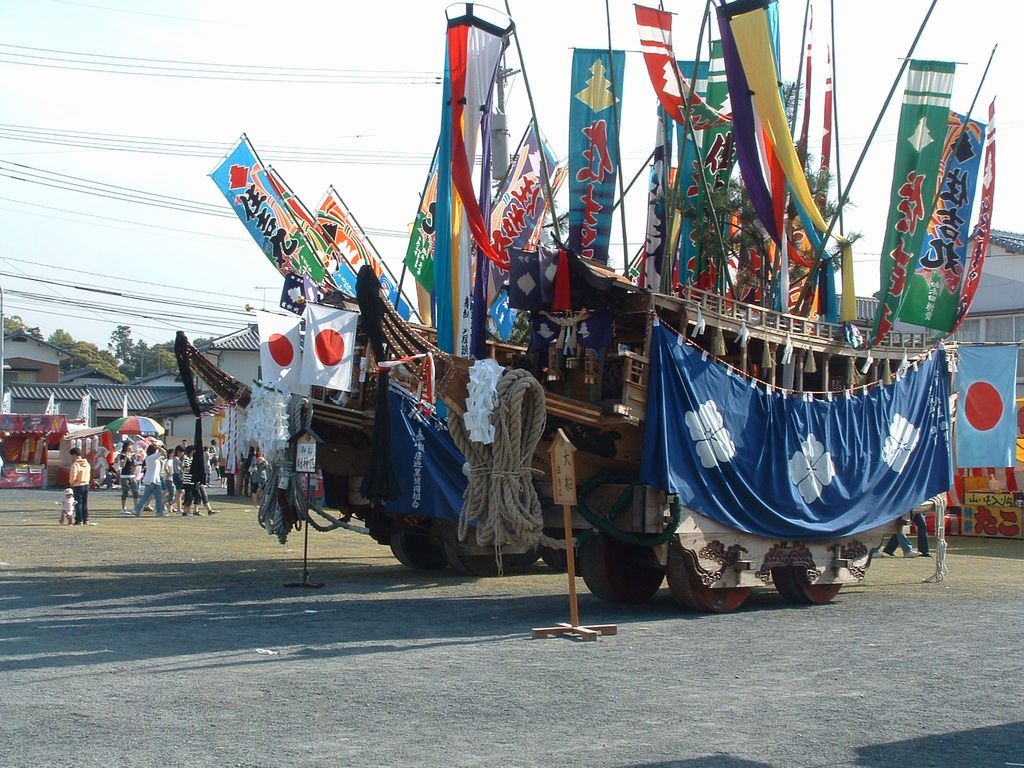
住吉区の大舟

山車は3種7基あり、船・山・車に分かれている。
船は通称「大舟」と呼ばれ「御船」とも呼ばれる。2基「住吉区」と「明神区」がある。近年までは隔年奉納の順であったが、2001年より明神区は毎年奉納になり隔年に2台の年ができた。船はどちらも「住吉丸」の名があり神様をお迎えする山車内で位が一番高い。囃子の音色は独特で重厚感があり地元民は勿論、観客にも最も喜ばれる。形は他の祭りでは見られない関船の一種の「小早」が使われており仔細は判明していないが戦船を用いた全国的に見ても稀な山車である。
もっとも大冨神社の祭神が「住吉」「八幡」「宗像」であることを考えれば、「海」に関係する「大舟」が山車の第一位に座っていることは、至極、もっともなことのようにも思われる。
また、近年判明した所では「日本家系図学会理事(紀氏のルーツ研究会) より、紀氏のルーツ 
紀氏の系図は「中納言・従三位」武内宿禰>>>紀宇麻呂 紀氏は瀬戸内海を中心に海運で交易をした氏族で、名前にも船の付く人物が多々おり、後年、河野水軍が発達しますが、これは紀氏と同族の越智氏の一族です・・・」（中略）
このように水軍に関係深い人物であったため、当「大舟」の原型になったものと推測される（今後も継続探求中）
山は通称「山」（やま）と呼ばれ「山鉾」とも呼ばれる。2基「上町区」と「本町区」がある。高さ5mほどであるがこれは電線が通った際に上部を切り短くなった物であり昔は15m程の高さを誇った（現存する最古の写真では明治38年の物で確認できる）。かつては豊前地方最大の祇園祭りであった「今井祇園」（行橋市）に強い影響を受けたと推測される。
（他にも同様の形態に風治八幡宮神幸祭、通称「川渡り神幸祭」（田川市）や宇原神社神幸祭、通称「苅田山笠」（苅田町）や「生立八幡神社山笠」（みやこ町）が同地域内に見受けられる）
※同じく福岡県指定無形民俗文化財
1日目は山鉾に幟を立て汐を掛け清めを行い、夜には提灯（約140個ほど）を付けた提灯山へ変貌する。
2日目以降は人形など主体に合戦物などを飾り付け「飾り山」になる。（この飾りは地区の有志達が毎年手作りで一か月前から製作する）車やタイヤの類は付いておらず掻棒と呼ばれる柱で3t弱の山車を掻くことで運行する。通称「がぶり」と呼ばれる動作は他の祭りでは見られない圧巻な光景である。これは昔、道路が舗装されていない頃に山車の足（柱）が埋まり進まなくなった際に抜け出すために行われた動作の名残である。
車は通称「踊車」と呼ばれ山車に舞台が付いた形状の折屋根型が使われている。3基「前川区」「下町区」「八幡町」があり歴史は定かではないが、中津側に明治以降に各地区に売却された記録が見受けられる。しかし天保15年（1844年）の友枝手永大庄屋日記によれば、山車で浄瑠璃を演じたことや、船車、踊り車の記載が見られることから明治以前から参加していたことがうかがわれる。ただ山車が5基・舟が2基となっており、現在の町内割りから考えると、町内が「ひとつ」足りない。
先述のように初期は舞台上で「浄瑠璃」を行っておりその後に「稚児歌舞伎（通称、ちんこ《幼い子ども、という意味の豊前語》芝居）」や「紙芝居」なども行われ現在では舞踊団による踊りが奉納されている。八屋全町内を進む先々で祝儀舞いと呼ばれる踊りを行う。その際、祝儀を披露する。町内によって、披露の口上がちがっている。
また、山車が入れない細道などは「座踊り」と称する舞踊団だけが家々に出かけることもある。女性や子供も広く参加ができ、八屋祇園の中では最も活気があり観客にも人気な山車である。

## 公式スケジュール
隔年で変わる所あり。（カッコ表示）
- 4月29日
  - 午前8時より八屋地区のみ個別に「汐掻き」を行い、全山車ごとにお旅所まで汐を汲みに行き、清めの儀式を行う。その後各地区への帰途に一旦就くが、夕方以降は各々提灯で飾り運行する。
- 4月30日
  - 正午に大富神社にて舟歌組による「天狗そろい奉納」（隔年で「山田の感応楽」の年は11時30分より）を得て巡行開始。午後3時ごろに神幸行列が八屋を通過してから、各山車が出発してお旅所を目指す。夕方5時に神幸行列が神幸場に入ると、舟歌組「泰平楽奉納」が行われ（隔年で「山田の感応楽」がその後に奉納される）最終は午後9時に八幡町の踊り車がお旅所入りしてから全体にて「囃子の競演会」を近年開催している。
- 5月1日
  - 午前から神事が行われ、（隔年、大村神楽講による岩戸神楽奉納が10時より行われる）正午に踊り車のみ先にお旅所を後にする。（その後、八屋地区を駅前まで3基で巡行して夜には各地区へ帰途する。午後8時ごろから八屋新天街にて盛大な盛り上がりを見せる）午後3時の「お立ち」の神事の後、神輿、舟、山の順でお旅所を後にする。神輿はその後、前川～四郎丸地区を通り神社へ帰還する。（隔年で山田の感応楽を11か所で行う）舟は前川まで神様を見送った後、八屋内を駅前まで進み夜には帰途に就く。山はそのまま帰途に就く。（途中で休憩が入り、舟が戻って来るのを待ち夜に再運航）

尚、「大富神社春季神幸祭」（隔年の「山田の感応楽」も）としては4月30日・5月1日の2日間が正式日程であり4月29日は八屋地区だけの神様を迎えるための行事である。

## 保存団体
八屋祇園連絡協議会（現会長 杉本一繁・事務局/豊前市八屋公民館内）平成9年より八屋各町区より選出された祇園祭運行に司る関係者により運営している。（目的・八屋祇園「大富神社春季神幸祭」の伝承を重要目的とし地域活性と地域一体による、町造りと伝統を守ることを目的とする。令和５年度会員計67名）